# Massacre de Turim (1864)
O Massacre de Turim foi um massacre realizado por membros do Exército Real Italiano (principalmente cadetes Carabinieri) em 21 e 22 de setembro de 1864 contra grupos de manifestantes civis. Os confrontos ocorreram durante protestos populares contra a transferência da capital do Reino da Itália da cidade piemontesa para Florença.
Na tarde de 21 de setembro de 1864, após confrontos entre manifestantes e policiais na Piazza San Carlo, em Turim, pela manhã, uma multidão de civis armados com paus tentou se aproximar da sede do Ministério do Interior na Piazza Castello, que era defendida por um contingente de cadetes carabinieri: os carabinieri atiraram nos manifestantes, causando 15 vítimas. Na noite seguinte, 22 de setembro, novos tumultos ocorreram na Piazza San Carlo envolvendo mais cadetes carabinieri que, na confusão, atiraram indiscriminadamente contra a multidão, atingindo também membros de um batalhão de infantaria que cruzavam a praça e que também abriram fogo: 47 militares e civis foram mortos no fogo cruzado.
Os eventos causaram a queda do governo Minghetti, bem como vários inquéritos oficiais por comissões parlamentares; no entanto, todos os presos foram sujeitos a uma anistia geral em fevereiro de 1865.

## Contexto: a mudança da capital
Em junho de 1864, aproveitando os rumores sobre a saúde do Papa Pio IX e possíveis revoltas nos Estados Pontifícios, o primeiro-ministro Marco Minghetti enviou Gioacchino Napoleone Pepoli ao embaixador italiano em Paris, Costantino Nigra, com arranjos para negociar a retirada das tropas francesas dos territórios da Santa Sé. Para chegar ao acordo, o imperador Napoleão III exigiu uma garantia que demonstrasse a renúncia à conquista de Roma, que havia sido indicada desde 1861 pelo governo italiano como a capital ideal do reino; Pepoli perguntou se a mudança da capital italiana de Turim para outra cidade, algo já assumido pelo governo, poderia fornecer garantia adequada; o imperador confirmou que certamente assinaria o acordo com essa condição. Em 11 de setembro de 1864, Minghetti informou ao Ministro Menabrea que o rei aceitava o tratado, transferindo a capital para Florença por razões puramente estratégicas.
A convenção foi então assinada oficialmente em 15 de setembro de 1864. A pedido de Victor Emmanuel II, o protocolo vinculativo para mudar a sede do governo foi mantido separado e secreto durante seis meses após a assinatura para evitar que parecesse "o resultado da pressão de um governo estrangeiro".
Além disso, cerca de 100 pessoas se reuniram na Piazza Castello para protestar com apitos contra a sede da Gazzetta di Torino, saindo após um curto período sem incidentes. O jornal naquele dia havia publicado um artigo que, embora favorável ao acordo, deveria pacificar o povo de Turim; foi "enviado pela Corte ao jornal a pedido do próprio rei, que estava completamente enganado quanto ao efeito que produziria, e ao qual nenhum dos cortesãos teve o bom senso de aconselhar contra sua publicação.

## Eventos

### 21 de setembro

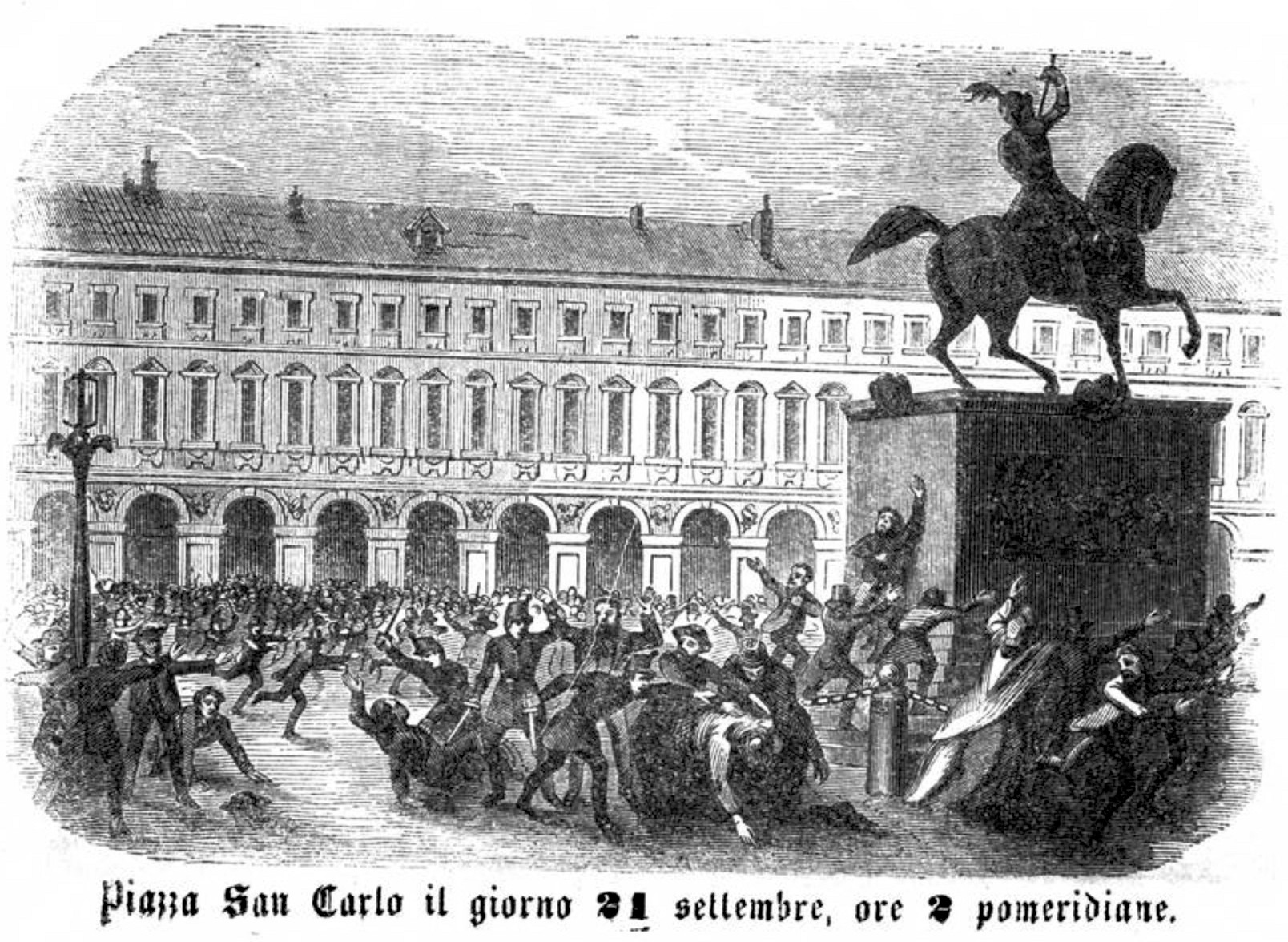
Praça San Carlo, dia 21, 14h

A reunião extraordinária do conselho municipal estava marcada para 14h. para discutir a realocação da capital. Várias pessoas se reuniram sob as janelas para obter notícias; também ocorreram protestos e cópias da Gazzetta di Torino foram queimadas.
Na falta de notícias do conselho municipal em andamento, as pessoas se dispersaram rapidamente, enquanto um pequeno grupo de jovens se dirigiu à Piazza San Carlo para a gráfica da Gazzetta di Torino com algumas bandeiras italianas. O proprietário foi até a delegacia para pedir ajuda, enquanto outros impediram a entrada do grupo. Em seguida, foram dadas ordens do quartel-general da polícia para dispersar as concentrações, apreender as bandeiras e prender os que as transportavam. Numerosos guardas de segurança pública (principalmente cadetes) correram para o local e desembainharam suas adagas contra a multidão que, surpreendida, respondeu com pedras; os guardas então perseguiram e espancaram as pessoas do lado de fora da praça também, golpeando e jogando no chão os espectadores e transeuntes e até mesmo aqueles que estavam encarregados de defender a gráfica.
 
Vinte e nove pessoas foram levadas para a delegacia, incluindo algumas feridas; um novo grupo começou a se formar em frente ao prédio, e os guardas saíram novamente com punhais nos punhos, mas foram detidos por seus superiores. O grupo que se encontrava no exterior, que se tinha tornado numeroso, exigiu a libertação dos detidos, considerando desproporcional a acção dos guardas; foram também atiradas pedras às janelas.
A sede da polícia estava então sitiada, e uma delegação da prefeitura chegou (Rignon, Pateri Corsi, Moris e Villa) que, não conseguindo acalmar a multidão, aconselhou o comissário de polícia a soltar os presos (a devolução das bandeiras também foi solicitada). Conseguiu-se assim a pacificação da praça.

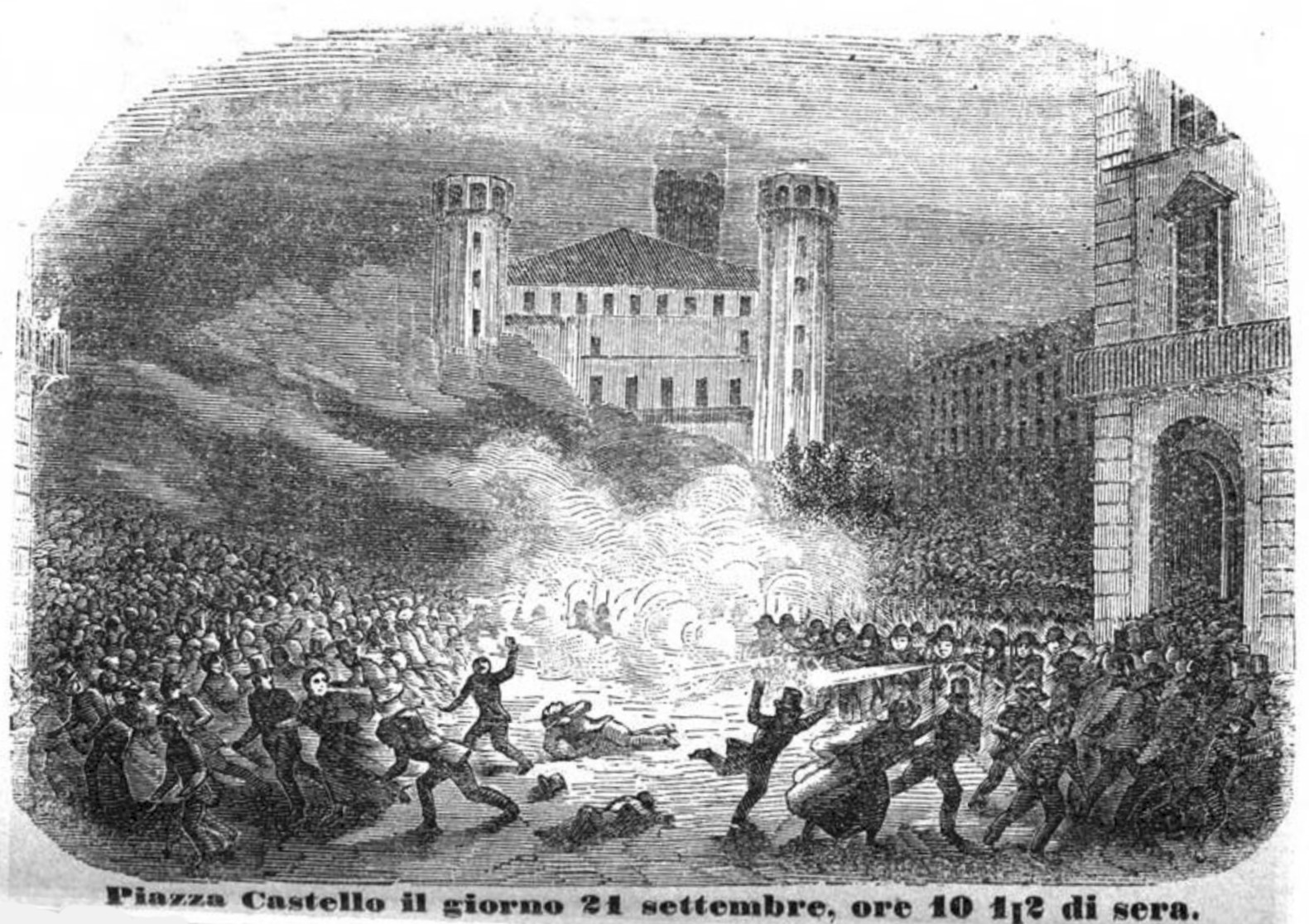
Piazza Castello em 21 de setembro às 10:30 PM

Várias concentrações de pessoas se formaram na cidade a partir das 17h, primeiro sob a prefeitura e depois sob a residência do prefeito; este último em ambas as ocasiões tentou persuadir os manifestantes a respeitar a lei.
Uma multidão se reuniu na Piazza San Carlo para protestar contra a Gazeta de Turim e a sede da polícia. Cadetes carabinieri, armados com rifles carregados, estavam posicionados na praça, seguidos por numerosas tropas ( bersaglieri, cavalaria e infantaria) enquanto a Guarda Nacional cavalgava pelas ruas adjacentes; o objetivo era manter a praça limpa e dispersar as reuniões. Apesar de algumas provocações aos soldados com o lançamento de pedras, a multidão começou a diminuir.
Dois esquadrões (um de cadetes carabinieri) foram organizados na Piazza Castello, dispersando um primeiro grupo dirigido contra a sede do Ministério do Interior. Outro grupo de manifestantes, armados com paus, entrou na praça e se dirigiu ao ministério em direção aos cadetes carabinieri; após um breve tumulto, foram ouvidos dois tiros, seguidos de uma linha de fogo direcionada à população. Após um momento inicial de surpresa, a praça esvaziou-se, restando apenas mortos e feridos.

### 22 de setembro
Uma troca de comunicações ocorreu entre Victor Emmanuel II e Marco Minghetti na manhã seguinte ao primeiro massacre.
Houve algumas manifestações durante o dia contra a impressora do Turin Gazette, mas elas foram facilmente dispersadas.
À noite, formaram-se várias concentrações pela cidade que insultaram os carabinieri e os agentes de segurança pública presentes nas ruas e chegaram à Piazza San Carlo. Na praça, defendendo o quartel-general da polícia, estavam os carabinieri, a infantaria e os agentes de segurança pública, mas sem coordenação entre as diferentes corporações. A praça, no entanto, estava lotada e carruagens passavam regularmente. A presença dos carabinieri foi motivo de insultos, pois foram acusados de terem disparado contra cidadãos indefesos no dia anterior; a proposta dos comandantes de retirar os carabinieri da praça para evitar incidentes não foi aprovada pelo comissário de polícia.
Uma grande multidão cacarejante, descrita como composta em grande parte por bêbados, chegou à praça e começou a xingar os carabinieri presentes e a atirar pedras na sede da polícia. O comissário de polícia então ordenou que mais tropas saíssem, incluindo cadetes carabinieri, para afastar os que estavam presentes. Enquanto eram dadas ordens para que a multidão se dispersasse, tiros foram ouvidos e os carabinieri dispararam em direção ao centro da praça, atingindo um batalhão de infantaria que a atravessava; agentes de segurança pública, por sua vez, atiraram da porta da sede da polícia. Na confusão que se seguiu, vários tiros foram disparados de várias direções pelos oficiais militares presentes; quando os tiros finalmente tiveram sucesso, inúmeras pessoas mortas e feridas permaneceram no chão da praça.
Na praça, aos pés do monumento de Emmanuel Philibert, marcas de balas ainda são visíveis até hoje.

## Consequências

### Fim do governo Minghetti
Os eventos de 21 e 22 de setembro tornaram a situação insustentável para o governo.
No mesmo dia, o rei encarregou Alfonso La Marmora de formar um novo governo.

### Inquéritos oficiais

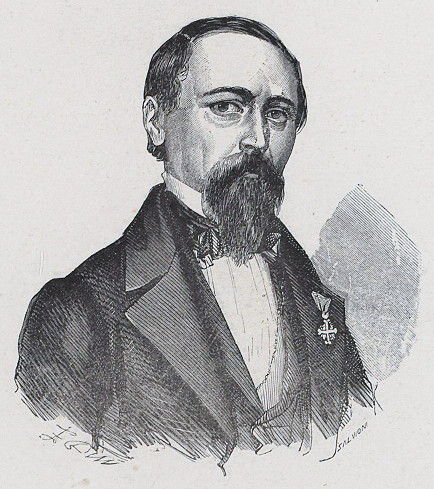
Casimiro Ara, autor do inquérito municipal

Houve várias investigações para determinar o curso dos acontecimentos.
Já na manhã do dia 22 de setembro, após os primeiros fatos, a Câmara Municipal determinou a abertura de um inquérito administrativo, imputando a autoria ao deputado Casimiro Ara. O relatório deste primeiro inquérito, entregue já em 5 de Outubro, foi impresso a 11 de Outubro e depois distribuído aos deputados e senadores e a todas as câmaras municipais do Reino.
Outro inquérito administrativo ordenado pelo governo Minghetti também não foi seguido devido à queda do próprio governo.
Como resultado do inquérito militar, 58 carabinieri e cadetes foram presos, enviando perante um tribunal militar os carabinieri presentes em 21 de setembro na Piazza Castello e perante tribunais ordinários a Guarda Civil e os carabinieri presentes em 22 de setembro na Piazza San Carlo.

Em 24 de outubro, a Câmara nomeou uma comissão de inquérito para apurar possível responsabilidade governamental, presidida por Carlo Bon Compagni di Mombello e composta pelos deputados Claudio Sandonnini (secretário), Giuseppe Biancheri, Francesco de Sanctis, Vincenzo Malenchini, Giovanni Morandini, Oreste Regnoli, Giuseppe Robecchi e Giorgio Tamajo.

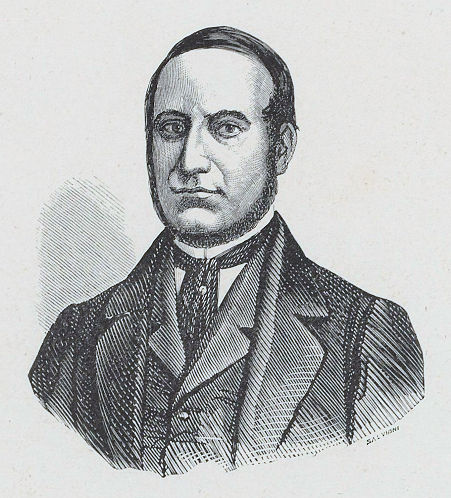
Carlo Bon Compagni di Mombello, presidente
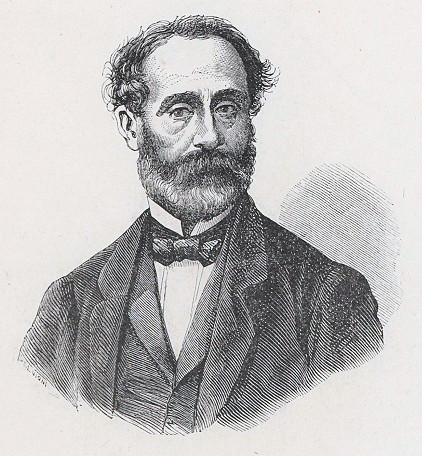
Cláudio Sandonnini, secretário
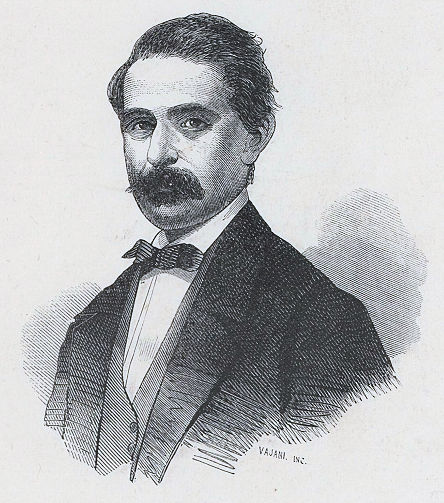
Francisco De Sanctis